# SEED (Algorithmus)
SEED ist eine Blockverschlüsselung, die von der südkoreanischen KISA (Korea Information Security Agency) im Jahr 1998 entwickelt wurde.
Die Blockgröße und Schlüssellänge betragen 128 Bit. Der Algorithmus entspricht einem Feistelnetzwerk mit 16 Runden und zwei 8x8 S-Boxen.